# Victor Cambon
 (novembre 2012).
Si vous disposez d'ouvrages ou d'articles de référence ou si vous connaissez des sites web de qualité traitant du thème abordé ici, merci de compléter l'article en donnant les références utiles à sa vérifiabilité et en les liant à la section « Notes et références ».
Pour les articles homonymes, voir Cambon.
Victor Cambon est un ingénieur et journaliste français, né à Lyon le 27 mars 1852 et mort à Paris le 22 mars 1927.
Il est surtout connu pour son ouvrage L'Allemagne au travail, paru en 1909.
Il est le grand-père de l’homme politique Albin Chalandon.

## Biographie
Victor Cambon est né en 1852 à Lyon 2e.
Élève à l'École centrale des arts et manufactures (promotion 1875), où il est ensuite professeur, il est ingénieur fabricant de colles et de gélatines et ingénieur dans une société de colorants près de Francfort.
Il s'intéresse aux questions agricoles, aux problèmes économiques et coloniaux, à la puissance industrielle allemande et au taylorisme, sujets sur lesquels il publie des articles et des études. Il est également rédacteur à La Nature, la revue scientifique fondée en 1873 par Gaston Tissandier.
Il meurt en 1927 à Paris 12e

## Vie privée
Le 27 décembre 1876, Victor Cambon épouse à Lyon IIe, Marie Roche (1855-1942), dont il a une fille : Claire (1885-1965).
Celle-ci épousera le 27 mars 1905 Pierre Chalandon (1879-1964), et donnera naissance à quatre enfants, dont le futur garde des Sceaux Albin Chalandon (1920-2020).

## Ouvrages
- De Bone à Tunis, Sousse et Kairouan, 1885
- De France en Allemagne, 1887
- Guide pratique pour la connaissance et l'emploi raisonné des engrais chimiques. Le sol, les engrais, les cultures, 1889
- Autour des Balkans, 1890
- Le Vin et l'art de la vinification, 1892
- Fabrication des colles animales, 1907
- L'Allemagne au travail, 1909[1]
- La France au travail. Lyon, Saint-Étienne, Grenoble, Dijon, 1911
- La France au travail. Bordeaux, Marseille, 1912
- Les Derniers Progrès de l'Allemagne, 1914
- Vers l'expansion industrielle, 1915
- La Guerre vue de l'étranger : en Suisse, près du front, en Grande-Bretagne, aux Pays-Bas, en Italie, 1915
- États-Unis, France, 1917
- Le Taylorisme, 1917
- Comment parlait Napoléon, 1917
- Notre avenir, 1918
- Où allons-nous ? 1918
- L'Industrie organisée d'après les méthodes américaines, leçons professées à l'École centrale des arts et manufactures, 1920
- La Fabrication des colles et gélatines. Traitement industriel des animaux abattus, 1923
- La France au travail. Bordeaux, Toulouse-Montpellier, Marseille-Nice, 1923
- L'Allemagne nouvelle, 1923